# Catarina de Portugal, Duquesa de Bragança
D. Catarina, Infanta de Portugal (Lisboa, 18 de janeiro de 1540 - Vila Viçosa, 15 de novembro de 1614), foi a segunda filha do infante D. Duarte, Duque de Guimarães, filho do rei D. Manuel I de Portugal, e da infanta D. Isabel de Bragança, filha do 4º Duque de Bragança, D. Jaime I. Em 1563, casou com o 6º Duque de Bragança, o seu primo D. João I.
Dona Catarina de Bragança era ainda afilhada da anterior Rainha D. Catarina de Áustria que ficara conhecida como a Rainha Colecionadora, avó de D. Sebastião.

## Biografia
Após a morte do rei D. Sebastião na Batalha de Alcácer-Quibir e da impossibilidade de o cardeal-rei D. Henrique gerar herdeiros, D. Catarina tornou-se numa das candidatas ao trono de Portugal, em virtude de ser neta por varonia do rei D. Manuel I. Os outros candidatos eram D. António de Portugal, Prior do Crato e Filipe II de Espanha, acabando por ser este último a obter o trono por força militar, invadindo Portugal. No entanto, com base na legitimidade das pretensões da infanta D. Catarina, o seu neto D. João II, Duque de Bragança tornou-se Rei de Portugal, em 1640 como D. João IV.
Fundou o convento dos religiosos carmelitas descalços em Alter do Chão
Catarina era muito instruída nas línguas latina a grega, e nas ciências de Astronomia e Matemática. Escreveu diversos papéis em que defendia o direito que tinha à coroa de Portugal, que ficaram em manuscrito.

## Descendência
Do casamento a 8 de dezembro de 1563 com D. João I de Bragança, nasceram:
- Maria de Bragança (1565 - 1592);
- Serafina de Bragança (1566 - 1604), duquesa consorte de Escalona;
- Teodósio II, Duque de Bragança (1568 - 1630);
- Duarte de Bragança, Marquês de Frechilla (1569 - 1627);
- Alexandre de Bragança, arcebispo de Évora (1570 - 1608);
- Querubina de Bragança (1572 - 1580);
- Angélica de Bragança (1573 - 1576);
- Maria de Bragança (1573 - 1573);
- Isabel de Bragança (1578 - 1582);
- Filipe de Bragança (1581 - 1608).